# Emil Sembach

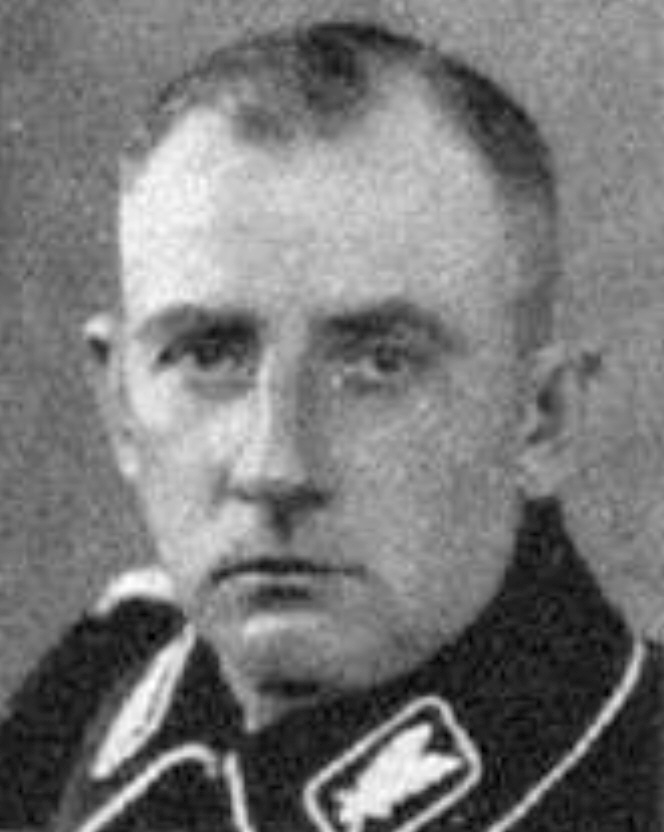
Emil Sembach

Emil Sembach (* 2. März 1891 im Forsthaus Stifting bei Greinburg/Oberösterreich; † 1. Juli 1934 im Riesengebirge) war ein deutscher Politiker (NSDAP) und SS-Offizier.

## Leben und Wirken

### Ausbildung, Erster Weltkrieg, Freikorpszeit
Sembach war der Sohn des Oberforstmeisters Emil Sembach (1860–1933) und der Fanny Louise Lucilie Elisabeth Sartorius, Hochzeit 29. Mai 1890. Nach dem Schulbesuch des humanistischen Gymnasiums Casimirianum in Coburg, den er mit dem Abitur abschloss, trat Sembach als Fahnenjunker in das Fußartillerie-Regiment „Enke“ Nr. 4 in Magdeburg ein.
Von 1914 bis 1918 nahm Sembach am Ersten Weltkrieg teil. Er wurde u. a. als Batteriechef im Reservefußartillerieregiment 16 (Januar bis September 1916) und als Batteriechef der 4. Batterie des schweren Haubitzenbataillons des Reservefußartillerie-Regiments 1 (September 1917 bis November 1918).
In den ersten Nachkriegsjahren nahm Sembach von 1919 bis 1921 als Angehöriger eines Freikorps an Kämpfen im Baltikum teil, zuletzt als Hauptmann beim Stabe beim Detachmenet Österreich der Division Buchholtz.

### Weimarer Republik und NS-Zeit
Von 1921 bis 1932 verdiente Sembach seinen Lebensunterhalt in kaufmännischen Berufen: Mitte der 1920er Jahre kam er erstmals in den Ruf, ein „Abenteurer“ und Hochstapler zu sein, nachdem im Rahmen seiner Tätigkeit als Vertreter der Versicherung Deutscher Herold in Coburg bei einer Revision festgestellt wurde, dass die von ihm geführte Vertretung eine Fehlbetrag von 4.000 RM aufwies, was auf wahrscheinliche Unterschlagungen seinerseits zurückgeführt wurde. Später war er als Direktionsassistent in Berlin tätig.
Politisch war Sembach seit der Nachkriegszeit in der völkischen Bewegung aktiv: Nachdem er vor 1925 dem Bund Wiking angehört hatte, trat er am 9. Mai 1925 in die NSDAP ein (Mitgliedsnummer 3.575). Am 1. April 1931 wurde er außerdem Mitglied der SS (Mitgliedsnummer 6.640). Zunächst war er Führer des 1. Sturms beim 1. Sturmbann der 6. SS-Standarte in Berlin. Vom 1. Februar 1932 bis zum 1. Juli 1932 führte Sembach dann die 15. SS-Standarte in Berlin (nach dem von der Regierung Brüning im Frühling 1932 erlassenen SS-Verbot inoffiziell). In dieser Stellung unterstand er dem Berliner SS-Chef Kurt Daluege. In Berlin lebte er in einem Seitenflügel des Schlosses Bellevue.
Bei der Preußischen Landtagswahl vom 24. April 1932 kandidierte Sembach erfolglos im Wahlkreis 4 (Potsdam I) für einen Sitz im Landtag.
Ab dem 1. Oktober 1932 amtierte Sembach als Führer des SS-Abschnitts VI in Brieg im Regierungsbezirk Breslau als Nachfolger von Udo von Woyrsch, der zu dieser Zeit den SS-Oberabschnitt Schlesien übernahm, und wurde infolgedessen am 6. Oktober 1932 zum SS-Oberführer befördert.
Bei der Reichstagswahl November 1933 erhielt Sembach einen Sitz als Abgeordneter im nationalsozialistischen Reichstag, in dem er bis zu seinem Tod am 1. Juli 1934 den Wahlkreis 8 (Liegnitz) vertrat. Nach seinem Tod wurde Sembachs Mandat bis zum Kriegsende von Rudolf Klieber weitergeführt.
Am 11. Dezember 1933 wurde Sembach infolge von gegen ihn erhobenen Vorwürfen, sich eines Dienstvergehens schuldig gemacht zu haben (siehe unten), seiner Stellung als Führer des Abschnitts VI enthoben und bis auf Weiteres dem Stab des SS-Oberabschnitts „Südost“ in Breslau zugeteilt. Die Führung des SS-Abschnitts VI wurde an Sembachs Stelle von Theodor Berkelmann übernommen.

### Ausschluss aus der SS und Ermordung
Anlässlich einer Revision der Kasse des von Sembach geführten SS-Abschnitts wurden im November 1933 Fehlbeträge festgestellt, die in der nachfolgenden Untersuchung auf Unterschlagungen durch Sembach zurückgeführt wurden. Nachdem Sembach einer Vorladung des SS-Chefs Heinrich Himmler auf den 7. Februar 1934 nicht Folge leistete, degradierte Himmler ihn noch am selben Tag vom Oberführer zum einfachen SS-Mann und stieß ihn zugleich aus der SS aus.
In den nachfolgenden Monaten bemühte Sembach sich darum, Anschluss an die Sturmabteilung (SA) zu gewinnen. Als Protektor gewann er den schlesischen Gauleiter Helmuth Brückner. Zudem wandte er sich, da er Nachstellungen durch den schlesischen SS-Chef Udo von Woyrsch befürchtete, an den Obersten Parteirichter der NSDAP, Walter Buch, an den Reichsinnenminister Wilhelm Frick und an seinen alten Vorgesetzten Kurt Daluege, inzwischen Chef der Preußischen Polizei, mit der Bitte um Schutz.
Durch Beschluss des Obersten Parteigerichtes der NSDAP vom 26. Mai 1934 wurde ein parteigerichtliches Verfahren gegen Sembach eröffnet. Mit der Durchführung der Voruntersuchung gegen ihn wurde der Vorsitzende des NSDAP-Gaugerichts Mittelschlesien beauftragt. Das Verfahren kam jedoch nicht mehr zum Abschluss.
Am 30. Juni 1934 wurde Sembach im Rahmen der Röhm-Affäre zusammen mit seiner Ehefrau am Badestrand des Baggersees in Brieg von dem SS-Hauptsturmführer Paul Exner und dem SS-Mann Tschanz verhaftet und mit dem Kraftwagen des SS-Oberabschnitt Südost, den der SS-Mann Schütz fuhr, zum Dienstgebäude des Oberabschnitt in Oels transportiert und dort zunächst in einem Raum ersten Stock des Gebäudes festgehalten. 
In der Nacht zum 1. Juli wurde Sembach dann gegen 2.00 Uhr nachts auf Anweisung von Berthold Maack, dem Stabsführer des schlesischen SS-Führers Udo von Woyrsch, von seiner Frau getrennt, von dem SS-Mann Wurmb aus dem Arrestzimmer geholt. Er wurde anschließend gefesselt und von einer Gruppe von SS-Leuten unter Führung von Exner mit einem Automobil abtransportiert. Das Fahrzeug fuhr ins Riesengebirge. Sembach wurde während der Fahrt erschossen. Die Leiche wurde schließlich „mit über den Kopf gezogenem Jackett, verschnürt und mit Steinen beschwert“ in den Stausee von Boberröhrsdorf geworfen. Da dieser Vorgang beobachtet worden war, wurde die Leiche bereits am nächsten Tag geborgen. Um vorzutäuschen, dass der Tote ein Vagabund sei, waren ihm Brotrinde und einige Münzen in die Tasche gesteckt wurde. Sembachs Leiche wurde schließlich beschlagnahmt und in einem Krematorium in Hirschberg kremiert.
Ein von der Staatsanwaltschaft in Oels eingeleitetes Ermittlungsverfahren wegen Mordes wurde bald auf Druck der SS-Führung niedergeschlagen. Neben Anton von Hohberg und Buchwald und drei rangniedrigen SS-Offizieren war Sembach einer von nur fünf SS-Offizieren – im Vergleich zu mehreren Dutzend erschossenen SA-Führern – die der Aktion zum Opfer fielen.
In der offiziellen Liste der am 30. Juni 1934 Erschossenen wurde Sembach unter dem Namen „Sassbach“ geführt und als ausgestoßener ehemaliger SA-Oberführer identifiziert. Das Institut für Zeitgeschichte vermutet dabei die Absicht, den wohl besonders brutalen Mord an Sembach zu vertuschen und zu verschleiern, dass das Opfer nicht zu der eigentlichen Zielgruppe der Aktion (der SA) gehört hatte, und um nicht die Frage aufkommen zu lassen, wieso ein SS-Führer in der Totenliste auftauche.
Sembachs Ehefrau wandte sich in den Wochen nach seiner Verhaftung – als sein Verbleib ihr noch unbekannt war – mit zahlreichen Eingaben an den Chef der Preußischen Polizei Daluege und an den Reichsinnenminister Frick mit der Bitte, ihr bei der Aufklärung des Schicksals ihres Mannes beizustehen und falls er noch am Leben sei, seine Freilassung zu erwirken. Nachdem sie den Tod ihres Mannes erfahren hatte, reiste Maria Sembach nach Bayreuth, wo sie die ihr bekannte Leiterin der Wagner-Festspiele, Winifred Wagner, über die Umstände der Ermordung ihres Mannes in Kenntnis setzte und sie – da Wagner eng mit dem Diktator befreundet war – bat, bei Hitler in der Angelegenheit zu intervenieren. Sie übergab Wagner die Ermittlungsergebnisse der Staatsanwaltschaft und ersuchte sie, die Papiere Hitler vorzulegen und ihn davon zu überzeugen, die Mörder bestrafen zu lassen. Brückner verfasste im Oktober 1934 auf Grundlage einer Vorlag Wagners eine Denkschrift zu dem Fall, in der es u. a. hieß: „Ist es nationalsozialistisch, wider alles Recht die Ermordung des nationalsozialistischen Abgeordneten Sembach...in den Zusammenhang mit der Röhmrevolte zu lügen und auf die Staatsnotwehrliste zu setzen und damit den Namen und die Ehre des Führers zu verbinden?“ Die Empörung über solche Mordfälle wie Sembach komme „in der Bevölkerung nicht mehr zur Ruhe, auch nicht bei der alten Garde der NSDAP“. Als Wagner Hitler über den Mord an Sembach informierte, zeigte dieser sich über die Tat verärgert und erklärte ihr an diesem Beispiel, dass er zwar öffentlich die Verantwortung für das Massaker übernommen habe, dass er aber nicht alle Hinrichtungen befohlen habe, so auch nicht den Mord an Sembach.
In den 1950er Jahren war der Mord an Sembach einer der Anklagepunkte im Strafverfahren gegen Udo von Woyrsch und Ernst Müller-Altenau vor dem Landgericht Osnabrück, in dem zwanzig im Rahmen der Röhm-Affäre im Raum Schlesien durchgeführte Tötungen behandelt wurden. In der frühen Nachkriegsliteratur blieb Sembach fast unbeschrieben.

## Ehe und Familie
Sembach war mit Maria Hartmuth verheiratet.